# Twista
Twista a.k.a Tung Twista, nacido como Carl Terrell Mitchell (Chicago, Illinois, 27 de noviembre de 1973) es un rapero estadounidense conocido por la velocidad de su voz al rapear y que consiguió situar su álbum Kamikaze en el escalón más alto de la Billboard 200 en 2004, al igual que el sencillo "Slow Jamz", junto a Kanye West y Jamie Foxx, que fue #1 en Billboard Hot 100.

## Carrera
Twista nació el 27 de noviembre de 1973, creció en el área de K-Town, al oeste de Chicago y comenzó a rapear a los 12 años. Antes de empezar su carrera profesional, el rapero tuvo otros trabajos, como vendedor de zapatos, cortando el pelo, guardia de seguridad y en fábricas o en el McDonalds.
Twista fue de los primeros raperos que firmó por Loud Records. En 1991 grabó Runnin' off at da Mouth bajo el nombre artístico de Tung Twista. Dada la velocidad de su voz, entró en el Libro Guinness de los Récords como el rapero con la lengua más rápida del mundo. En su segundo álbum, Resurrection, eliminó el "Tung" de su nombre, quedándose solamente Twista. Ese disco solo salió a la luz en el underground de Chicago. En este disco carga contra Treach de Naughty By Nature, que había declarado que el estilo de Twista era todo espectáculo y nada de contenido.
En 1996, junto con el dúo Do Or Die lanzó el sencillo "Po' Pimp", que consiguió mucho éxito y le llevó a firmar un contrato con Atlantic Records. Lanzó en 1997 el criticalmente aclamado Adrenaline Rush, ganando mucho reconocimiento en otros lugares del medioeste. Por entonces, él y Do or Die comenzaron unas disputas con el grupo Bone Thugs-N-Harmony, quién les acusaba de haberles robado su estilo de rap veloz.
En 1998, grabó Mobstability. Posteriormente Twista creó su propio sello discográfico, Legit Ballin', con el que grabó dos álbumes de compilación: Legit Ballin' en 1999 y Legit Ballin' Vol. 2: Street Scriptures en 2001. El sello más tarde lanzó Respect The Game, Vol. 3 en 2001 y Volume 4: Tha Truth en 2006.
La reputación de Twista le condujo a trabajar con otros artistas del medioeste como Royce da 5'9" y Da Brat, y del sur como Timbaland y Ludacris, además de aparecer en el álbum No Way Out de Puff Daddy. En 2004, su álbum Kamikaze se convirtió en platino y vio la luz dos singles producidos por Kanye West que alcanzarían el éxito. El primero fue "Slow Jamz" (que también aparecía en el College Dropout de West) con Kanye West y Jamie Foxx. Llegaría a la cima de Hot 100 y las listas de R&B de todo el mundo a principios de 2004 y número 3 en el Reino Unido. El segundo sencillo, "Overnight Celebrity", fue otro éxito, tanto en el país como en el Reino Unido.
El siguiente álbum de Twista fue The Day After en 2006, poco acertado tanto en lo comercial como en las críticas, mostrando una carencia notable de producción de Kanye West. Recientemente se reuniría con West para grabar la banda sonora de la película Mission Impossible III, y su próximo álbum, Adrenaline Rush 2007, verá la luz en 2007.
Twista lanzó su octavo álbum en solitario titulado The Perfect Storm el 9 de noviembre de 2010. El primer sencillo del álbum, "Make a Movie", producido por Legendary Traxster, con Chris Brown, fue lanzado el 24 de agosto de 2010.  Se lanzaron dos sencillos de moda, "I Do" producido por Traxster y "Heat" producido por otros productores de Chicago No ID y Legendary Traxster. El álbum presenta artistas como Waka Flocka Flame, Raekwon, Tia London, Diddy, Ray J y otros. La producción del álbum es principalmente de Legendary Traxster junto con Streetrunner, Kray Twinz, Tight Mike y No ID. Twista habló sobre su nuevo documental, dirigido por Vlad Yudin y la realización de The Perfect Storm, incluida su creencia de que los artistas necesitan hacer más que simplemente grabar canciones y que necesitan involucrarse más con la comunidad que los rodea. 
En enero de 2013, Twista apareció en un remix de la canción "Traffic" de Lil Reese. En 2013, Twista estaba trabajando en su noveno álbum de estudio titulado Dark Horse. También se rumoreaba que estaba trabajando en firmar un contrato discográfico con el sello discográfico de Kanye West, GOOD Music, aunque en una entrevista con HipHopDX, Twista negó el rumor.  El primer sencillo fue "Throwin' My Money" (con R. Kelly) y fue producido por Chris Millionaire. Twista apareció en la canción "Jewels n' Drugs" de Lady Gaga en el álbum Artpop. "It's Yours" (con Tia London) fue lanzado el 6 de mayo de 2014, como segundo sencillo del álbum antes mencionado.   Capitol Records lo distribuyó a la radio urbana contemporánea en los Estados Unidos el 27 de mayo de 2014.  Dark Horse fue lanzado el 12 de agosto de 2014.
Twista aparece en la canción "Gossip" de When Music Worlds Collide lanzada en mayo de 2015. Twista apareció en To Tell the Truth de ABC en 2017. Twista lanzó el mixtape Summer 96 en 2019, este incluye la canción "Home Invasion" que presenta Do or Die y producida por Hearon Tracks.
 En 2019, Twista apareció como juez en la serie de competencia de rap Rhythm + Flow en Netflix.

## Vida personal
Twista estuvo casado de 1991 a 1999 y tuvo una hija con su exesposa. 
Durante la temporada navideña de 2010, Twista y su equipo Get Money Gang trabajaron junto con el programa Producemobile del banco de alimentos de Chicago para alimentar a las personas hambrientas de la comunidad.
Twista es un entusiasta de las armas, tiene una Concealed Carry License (CCL) de Illinois y es instructor certificado por la US Concealed Carry Association (USCCA) y la Asociación Nacional del Rifle de América (NRA).  Imparte un curso sobre portación oculta en Chicago,  con el objetivo de utilizar la educación para combatir la violencia armada.

## Discografía

### Álbumes
- 1992: Runnin' off at da Mouth (como Tung Twista)
- 1994: Resurrection
- 1997: Adrenaline Rush #77 US
- 2009: Category F5 2009
- 2010: The Perfect Storm
- 2014: The Dark Horse

### Sencillos
| Año  | Canción                                                                                | Posiciones en lista | Posiciones en lista | Posiciones en lista | Posiciones en lista | Álbum                                    |
| Año  | Canción                                                                                | US Hot 100          | US R&B/Hip-Hop      | US Rap              | UK Singles Chart    | Álbum                                    |
| ---- | -------------------------------------------------------------------------------------- | ------------------- | ------------------- | ------------------- | ------------------- | ---------------------------------------- |
| 2004 | Slow Jamz (con Jamie Foxx & Kanye West)                                                | #1 (1 semana)       | #1                  | #1                  | #3                  | Kamikaze                                 |
| 2004 | Overnight Celebrity (con Miri Ben-Ari)                                                 | #6 (Oro)            | #2                  | #1                  | #16                 | Kamikaze                                 |
| 2004 | Sunshine (con Anthony Hamilton)                                                        | -                   | -                   | -                   | #3                  | Kamikaze                                 |
| 2004 | So Sexy (con R. Kelly)                                                                 | #25                 | #10                 | #7                  | #28                 | Kamikaze                                 |
| 2004 | So Sexy Chapter II (Like This) (con R. Kelly)                                          | #92                 | #47                 | -                   | -                   | Kamikaze                                 |
| 2005 | Hope (con Faith Evans)                                                                 | #31                 | #24                 | #17                 | #25                 | Coach Carter [BSO]                       |
| 2005 | Girl Tonite (con Trey Songz)                                                           | #14                 | #3                  | #2                  | #47                 | The Day After                            |
| 2005 | Hit the Floor (con Pitbull)                                                            | #94                 | -                   | #20                 | -                   | The Day After                            |
| 2006 | So Lonely (con Mariah Carey)                                                           | -                   | #65                 | -                   | -                   | The Day After & The Emancipation of Mimi |
| 2006 | Spit Your Game (Remix) (The Notorious B.I.G. con Twista, Krayzie Bone, & 8 Ball & MJG) | #65                 | #22                 | #35                 | #64                 | Duets: The Final Chapter                 |

((2013))
l "Participe in the Three Of #Ladygaga //Jewels n Drugs// Featuring. #T.l. #Too Short and He.